# Mound City (Missouri)
Pour les articles homonymes, voir Mound City.
Mound City est une ville du comté de Holt dans le Missouri, aux États-Unis,. Elle est incorporée en 1957. La ville est implantée au centre du comté, au nord d'Oregon.

## Démographie
Lors du recensement de 2010, le village comptait une population de 1 159 habitants. Elle est estimée, en 2016, à 1 049 habitants.
| Groupe            | Mound City | Missouri | États-Unis |
| ----------------- | ---------- | -------- | ---------- |
| Blancs            | 96,1       | 82,8     | 72,4       |
| Amérindiens       | 2,4        | 0,5      | 0,9        |
| Asiatiques        | 0,7        | 1,6      | 4,8        |
| Métis             | 0,6        | 2,1      | 2,9        |
| Afro-Américains   | 0,2        | 11,6     | 12,6       |
| Autres            | 0,0        | 1,4      | 6,4        |
| Total             | 100        | 100      | 100        |
|                   |            |          |            |
| Latino-Américains | 1,2        | 3,6      | 16,4       |

Selon l'American Community Survey, pour la période 2011-2015, 99,75 % de la population âgée de plus de 5 ans déclare parler l'anglais à la maison et 0,25 % l’espagnol.

## Source de la traduction
- (en) Cet article est partiellement ou en totalité issu de l’article de Wikipédia en anglais intitulé « Mound City, Missouri » (voir la liste des auteurs).